# The Whoopee Party
Весёлая вечеринка — короткометражный анимационный фильм о Микки Маусе, впервые выпущенный 17 сентября 1932 года. Это был 46-й короткометражный фильм о Микки Маусе и десятый в том же году.

## Сюжет
Микки Маус и его друзья устраивают вечеринку, на которой Минни Маус играет на пианино, а Микки, Гуфи (в этом мультфильме Диппи Дог) и Гораций Хорсеколлар готовят закуски. Между тем, на вечеринку также была приглашена группа милиции, которую недавно вызвали на случай ЧП. Этот короткометражный фильм также был показан в эпизоде «Деннис Дак» в мультсериале «Мышиный дом».

## Производство
Сцена, где Микки танцует с огромной свиньей, была взята из короткометражного фильма 1930 года «Шумная вечеринка».

## Отзывы
В фильме «Disney Films» критик Леонард Малтин говорит: «На экране невероятное количество действий; в первом кадре показано множество пар, танцующих под музыку. Позже, когда вечеринка начинает бурно развиваться, каждый дюйм изображения становится заполненным танцующими фигурами. Более того, ничто не мешает присоединиться к веселью: пара рубашек на гладильной доске с такой же вероятностью встанет и начнёт танцевать, как и любое из животных на вечеринке».

## Роли озвучивали
- Микки Маус: Уолт Дисней
- Минни Маус: Марцеллит Гарнер
- Гуфи: Пинто Колвиг
- Гораций Хорсеколлар: неизвестно[4]